# Taunus-Eisenbahn
| Der ehemalige Taunusbahnhof in Frankfurt |                                                     |                                                                   |                                                                   |
| Streckennummer (DB): | 3603                                                |                                                                   |                                                                   |
| Kursbuchstrecke (DB): | 645.1                                               |                                                                   |                                                                   |
| Kursbuchstrecke: | 250 (1946) 317 (Wiesbaden Hbf – Wiesbaden Ost 1946) |                                                                   |                                                                   |
| Streckenlänge: | 41,2 km                                             |                                                                   |                                                                   |
| Spurweite: | 1435 mm (Normalspur)                                |                                                                   |                                                                   |
| Streckenklasse: | D4                                                  |                                                                   |                                                                   |
| Stromsystem: | 15 kV 16,7 Hz ~                                     |                                                                   |                                                                   |
| Streckengeschwindigkeit: | 160 km/h                                            |                                                                   |                                                                   |
| Zugbeeinflussung: | PZB                                                 |                                                                   |                                                                   |
| Zweigleisigkeit: | (durchgehend)                                       |                                                                   |                                                                   |
| |                                                     |                                                                   |                                                                   |
| \| \| \| Taunusbahnhof[Anm 1] (1840–1906) \| \| \| \| 41,2 \| Wiesbaden Hbf (seit 1906) \| Wiesbaden Hbf (seit 1906) \| \| \| \| nach Breckenheim \| \| \| \| \| ehem. nach Diez \| \| \| \| \| A 66 (Salzbachtalbrücke) \| \| \| \| 38,6 \| Wiesbaden-Salzbach (Abzw) \| Wiesbaden-Salzbach (Abzw) \| \| \| \| zur Rechten Rheinstrecke \| \| \| \| \| ehem. Verbindungsstrecke zur Ländchesbahn \| \| \| \| \| zur Aartalbahn \| \| \| \| \| Rechte Rheinstrecke von Oberlahnstein \| \| \| \| \| ehem. von Biebrich \| \| \| \| 37,8 \| Wiesbaden Ost \| Wiesbaden Ost \| \| \| \| Wiesbaden Ost Gbf \| \| \| \| 36,2 \| Wiesbaden Ost Gbf B (Bft) \| Wiesbaden Ost Gbf B (Bft) \| \| \| \| nach Mainz Hbf , Güterumgehungsbahn \| \| \| \| \| B 40 (Kreisel Theodor-Heuss-Brücke) \| \| \| \| 33,4 \| Mainz-Kastel \| Mainz-Kastel \| \| \| \| Rheinufer \| \| \| \| \| B 43 (Kostheimer Landstraße) \| \| \| \| \| Güterumgehungsbahn von Mainz \| \| \| \| 30,9 \| Kostheim (Abzw) \| Kostheim (Abzw) \| \| \| \| \| \| \| \| \| nach Mainz-Bischofsheim (mit Überwerfungsbauwerk) \| \| \| \| \| \| \| \| \| \| A 671 \| \| \| \| 28,4 \| Hochheim (Main) \| Hochheim (Main) \| \| \| 24,9 \| Awanst Taubertsmühle, Anst Contipack \| Awanst Taubertsmühle, Anst Contipack \| \| \| \| Falkenbergstraße \| \| \| \| \| Awanst Taubertsmühle, Anschl. Steinbruch (abgebaut) \| \| \| \| \| Anschluss Shell (betrieblich zu Bf Flörsheim) \| \| \| \| \| B 519 \| \| \| \| 21,9 \| Flörsheim (Main) \| Flörsheim (Main) \| \| \| \| A 3 \| \| \| \| \| SFS Rhein/Main–Köln \| \| \| \| \| Posten 20 L 3366 \| \| \| \| 18,9 \| Eddersheim Bk Hp; beiderseits des BÜs \| Eddersheim Bk Hp; beiderseits des BÜs \| \| \| \| Posten-19-Weg \| \| \| \| \| Anschluss Hessische Bewehrungsstahl \| \| \| \| 14,9 \| Hattersheim (Main) \| Hattersheim (Main) \| \| \| \| B 40 \| \| \| \| 14,8 \| Schwarzbachbrücke \| Schwarzbachbrücke \| \| \| \| Straße zur Internationalen Schule \| \| \| \| 12,2 \| Frankfurt-Sindlingen \| Frankfurt-Sindlingen \| \| \| \| \| \| \| \| \| Main-Lahn-Bahn von Niedernhausen mit Verbindung der Güterstrecken \| \| \| \| \| \| \| \| \| 10,4 \| Frankfurt-Höchst Farbwerke \| Frankfurt-Höchst Farbwerke \| \| \| \| Königsteiner Bahn von Königstein \| \| \| \| 9,3 \| Frankfurt-Höchst \| Frankfurt-Höchst \| \| \| \| Sodener Bahn nach Bad Soden \| \| \| \| \| Main-Lahn-Bahn nach Frankfurt Hbf \| \| \| \| \| Eisenbahnbrücke Nied \| \| \| \| \| Posten 10 Oeserstraße \| \| \| \| \| Nied-Ost (geplant)[1] \| \| \| \| \| ehem. Ausbesserungswerk \| \| \| \| 6,1 \| Frankfurt (Main) Frz (Üst, ehem. Abzw) \| Frankfurt (Main) Frz (Üst, ehem. Abzw) \| \| \| \| \| \| \| \| \| ehem. „Kaiserkurve“ zur Homburger Bahn \| \| \| \| \| A 5 \| \| \| \| \| heutige „Rebstockkurve“ von Homburger Bahn \| \| \| \| \| Frankfurt Hgbf Einfahrgruppe \| \| \| \| 3,1 \| Frankfurt Mainzer Landstraße (Abzw) \| Frankfurt Mainzer Landstraße (Abzw) \| \| \| \| Güterstrecke von Frankfurt-Griesheim \| \| \| \| \| Main-Lahn-Bahn von Frankfurt-Höchst \| \| \| \| \| \| \| \| \| \| Frankfurt am Main Kleyerstraße, Flughafenschleife Frankfurt \| \| \| \| \| \| \| \| \| \| Verbindungsstrecke zur Mainbahn, Riedbahn \| \| \| \| \| Mainbahn von Mainz, von Riedbahn \| \| \| \| 2,2 \| Frankfurt (Main) Gutleuthof (Abzw) \| Frankfurt (Main) Gutleuthof (Abzw) \| \| \| \| Frankfurt (Main) Außenbahnhof \| \| \| \| \| Frankfurt (Main) Hoch/Tief (Bft) \| \| \| \| 1,4+10,001,4+5,58 \| Kilometrierungssprung (Fehllänge 4,42 m) \| Kilometrierungssprung (Fehllänge 4,42 m) \| \| \| \| nach Frankfurt Hgbf \| \| \| \| \| Bahnstrecke Frankfurt am Main–Heidelberg von Darmstadt \| \| \| \| \| Frankfurt-Bebraer Bahn von Offenbach \| \| \| \| \| Main-Weser-Bahn von Gießen \| \| \| \| \| \| \| \| \| \| Homburger Bahn vom Westbf \| \| \| \| 0,0 \| Frankfurt (Main) Hbf (seit 1888) \| Frankfurt (Main) Hbf (seit 1888) \| \| \| \| Frankfurt (Main) Hbf (tief) (seit 1978) \| \| \| \| \| City-Tunnel zum Südbf und nach Offenbach \| \| \| \| \| bzw. \| \| \| \| \| Westbahnhöfe[Anm 2] (bis 1888) \| \| \| \| \| \| \| \| Quellen: [2][3] \| \| \| \| |                                                     |                                                                   |                                                                   |
| Kopfbahnhof Streckenanfang (Strecke außer Betrieb) · Kopfbahnhof Streckenanfang (Strecke außer Betrieb) · Kopfbahnhof Streckenanfang (Strecke außer Betrieb) |                                                     | Taunusbahnhof (1840–1906)                                         | Taunusbahnhof (1840–1906)                                         |
| Kopfbahnhof Strecke bis hier außer Betrieb · Kopfbahnhof Strecke bis hier außer Betrieb · S-Kopfbahnhof Strecke bis hier außer Betrieb | 41,2                                                | Wiesbaden Hbf (seit 1906)                                         | Wiesbaden Hbf (seit 1906)                                         |
| Abzweig geradeaus und nach links · Kreuzung geradeaus unten · Kreuzung geradeaus unten |                                                     | nach Breckenheim                                                  | nach Breckenheim                                                  |
| Abzweig geradeaus und ehemals nach rechts · Strecke · Strecke |                                                     | ehem. nach Diez                                                   | ehem. nach Diez                                                   |
| Strecke mit Straßenbrücke · Strecke mit Straßenbrücke · Strecke mit Straßenbrücke |                                                     | A 66 (Salzbachtalbrücke)                                          | A 66 (Salzbachtalbrücke)                                          |
| Strecke | 38,6                                                | Wiesbaden-Salzbach (Abzw)                                         | Wiesbaden-Salzbach (Abzw)                                         |
| Strecke nach rechts · Strecke · Strecke |                                                     | zur Rechten Rheinstrecke                                          | zur Rechten Rheinstrecke                                          |
| Strecke von links (außer Betrieb) · Kreuzung geradeaus unten (Querstrecke außer Betrieb) · Kreuzung geradeaus unten (Querstrecke außer Betrieb) |                                                     | ehem. Verbindungsstrecke zur Ländchesbahn                         | ehem. Verbindungsstrecke zur Ländchesbahn                         |
| Abzweig ehemals geradeaus und von rechts · Strecke · Strecke |                                                     | zur Aartalbahn                                                    | zur Aartalbahn                                                    |
| Abzweig geradeaus und von rechts · Strecke · Strecke |                                                     | Rechte Rheinstrecke von Oberlahnstein                             | Rechte Rheinstrecke von Oberlahnstein                             |
| Abzweig geradeaus und ehemals von rechts · Strecke · Strecke |                                                     | ehem. von Biebrich                                                | ehem. von Biebrich                                                |
| Strecke · S-Bahnhof · S-Bahnhof | 37,8                                                | Wiesbaden Ost                                                     | Wiesbaden Ost                                                     |
| Dienststation / Betriebs- oder Güterbahnhof · Strecke · Strecke |                                                     | Wiesbaden Ost Gbf                                                 | Wiesbaden Ost Gbf                                                 |
| Strecke nach links · Kreuzung geradeaus oben · Abzweig geradeaus und von rechts | 36,2                                                | Wiesbaden Ost Gbf B (Bft)                                         | Wiesbaden Ost Gbf B (Bft)                                         |
| Strecke unter Wasserlauf Anfang Hochstrecke, Ende Hochstrecke und quer · Kreuzung geradeaus unten · Abzweig quer und nach rechts |                                                     | nach Mainz Hbf , Güterumgehungsbahn                               | nach Mainz Hbf , Güterumgehungsbahn                               |
| Strecke mit Straßenbrücke |                                                     | B 40 (Kreisel Theodor-Heuss-Brücke)                               | B 40 (Kreisel Theodor-Heuss-Brücke)                               |
| Bahnhof mit S-Bahn-Halt | 33,4                                                | Mainz-Kastel                                                      | Mainz-Kastel                                                      |
| Bahnübergang |                                                     | Rheinufer                                                         | Rheinufer                                                         |
| Strecke mit Straßenbrücke |                                                     | B 43 (Kostheimer Landstraße)                                      | B 43 (Kostheimer Landstraße)                                      |
| Strecke · Strecke von links |                                                     | Güterumgehungsbahn von Mainz                                      | Güterumgehungsbahn von Mainz                                      |
| Blockstelle · Blockstelle | 30,9                                                | Kostheim (Abzw)                                                   | Kostheim (Abzw)                                                   |
| |                                                     |                                                                   |                                                                   |
| Strecke quer · Kreuzung geradeaus unten und rechts · Strecke nach rechts |                                                     | nach Mainz-Bischofsheim (mit Überwerfungsbauwerk)                 | nach Mainz-Bischofsheim (mit Überwerfungsbauwerk)                 |
| |                                                     |                                                                   |                                                                   |
| Strecke mit Straßenbrücke |                                                     | A 671                                                             | A 671                                                             |
| S-Bahnhof | 28,4                                                | Hochheim (Main)                                                   | Hochheim (Main)                                                   |
| Abzweig geradeaus und von rechts | 24,9                                                | Awanst Taubertsmühle, Anst Contipack                              | Awanst Taubertsmühle, Anst Contipack                              |
| Bahnübergang |                                                     | Falkenbergstraße                                                  | Falkenbergstraße                                                  |
| Abzweig geradeaus und ehemals nach links |                                                     | Awanst Taubertsmühle, Anschl. Steinbruch (abgebaut)               | Awanst Taubertsmühle, Anschl. Steinbruch (abgebaut)               |
| Abzweig geradeaus und von rechts |                                                     | Anschluss Shell (betrieblich zu Bf Flörsheim)                     | Anschluss Shell (betrieblich zu Bf Flörsheim)                     |
| Strecke mit Straßenbrücke |                                                     | B 519                                                             | B 519                                                             |
| S-Bahnhof | 21,9                                                | Flörsheim (Main)                                                  | Flörsheim (Main)                                                  |
| Strecke mit Straßenbrücke |                                                     | A 3                                                               | A 3                                                               |
| Kreuzung geradeaus unten |                                                     | SFS Rhein/Main–Köln                                               | SFS Rhein/Main–Köln                                               |
| Bahnübergang |                                                     | Posten 20 L 3366                                                  | Posten 20 L 3366                                                  |
| S-Bahn-Halt | 18,9                                                | Eddersheim Bk Hp; beiderseits des BÜs                             | Eddersheim Bk Hp; beiderseits des BÜs                             |
| Bahnübergang |                                                     | Posten-19-Weg                                                     | Posten-19-Weg                                                     |
| Abzweig geradeaus und ehemals von rechts |                                                     | Anschluss Hessische Bewehrungsstahl                               | Anschluss Hessische Bewehrungsstahl                               |
| S-Bahnhof | 14,9                                                | Hattersheim (Main)                                                | Hattersheim (Main)                                                |
| Strecke mit Straßenbrücke |                                                     | B 40                                                              | B 40                                                              |
| Brücke über Wasserlauf | 14,8                                                | Schwarzbachbrücke                                                 | Schwarzbachbrücke                                                 |
| Bahnübergang |                                                     | Straße zur Internationalen Schule                                 | Straße zur Internationalen Schule                                 |
| S-Bahn-Halt | 12,2                                                | Frankfurt-Sindlingen                                              | Frankfurt-Sindlingen                                              |
| |                                                     |                                                                   |                                                                   |
| Strecke von links · Kreuzung geradeaus unten |                                                     | Main-Lahn-Bahn von Niedernhausen mit Verbindung der Güterstrecken | Main-Lahn-Bahn von Niedernhausen mit Verbindung der Güterstrecken |
| |                                                     |                                                                   |                                                                   |
| S-Bahnhof · Dienststation / Betriebs- oder Güterbahnhof | 10,4                                                | Frankfurt-Höchst Farbwerke                                        | Frankfurt-Höchst Farbwerke                                        |
| Strecke · Abzweig geradeaus und von links |                                                     | Königsteiner Bahn von Königstein                                  | Königsteiner Bahn von Königstein                                  |
| S-Bahnhof · Bahnhof | 9,3                                                 | Frankfurt-Höchst                                                  | Frankfurt-Höchst                                                  |
| Strecke · Abzweig geradeaus und nach links |                                                     | Sodener Bahn nach Bad Soden                                       | Sodener Bahn nach Bad Soden                                       |
| Strecke nach rechts · Strecke |                                                     | Main-Lahn-Bahn nach Frankfurt Hbf                                 | Main-Lahn-Bahn nach Frankfurt Hbf                                 |
| Brücke über Wasserlauf |                                                     | Eisenbahnbrücke Nied                                              | Eisenbahnbrücke Nied                                              |
| Bahnübergang |                                                     | Posten 10 Oeserstraße                                             | Posten 10 Oeserstraße                                             |
| ehemaliger Haltepunkt / Haltestelle |                                                     | Nied-Ost (geplant)                                                | Nied-Ost (geplant)                                                |
| Abzweig geradeaus und ehemals nach links |                                                     | ehem. Ausbesserungswerk                                           | ehem. Ausbesserungswerk                                           |
| Überleitstelle / Spurwechsel | 6,1                                                 | Frankfurt (Main) Frz (Üst, ehem. Abzw)                            | Frankfurt (Main) Frz (Üst, ehem. Abzw)                            |
| Verschwenkung nach rechts und ehemals nach links |                                                     |                                                                   |                                                                   |
| Abzweig geradeaus und ehemals nach links · Kreuzung (Strecken außer Betrieb) |                                                     | ehem. „Kaiserkurve“ zur Homburger Bahn                            | ehem. „Kaiserkurve“ zur Homburger Bahn                            |
| Brücke · Brücke (Strecke außer Betrieb) |                                                     | A 5                                                               | A 5                                                               |
| Strecke von links · Strecke nach rechts und von links · Kreuzung geradeaus oben (Strecke geradeaus außer Betrieb) |                                                     | heutige „Rebstockkurve“ von Homburger Bahn                        | heutige „Rebstockkurve“ von Homburger Bahn                        |
| Strecke · Strecke · Abzweig geradeaus und nach links (Strecke außer Betrieb) |                                                     | Frankfurt Hgbf Einfahrgruppe                                      | Frankfurt Hgbf Einfahrgruppe                                      |
| Abzweig geradeaus und nach links · Kreuzung links · Abzweig ehemals geradeaus und von rechts | 3,1                                                 | Frankfurt Mainzer Landstraße (Abzw)                               | Frankfurt Mainzer Landstraße (Abzw)                               |
| Kreuzung geradeaus oben · Kreuzung geradeaus oben · Kreuzung geradeaus oben · Strecke von rechts |                                                     | Güterstrecke von Frankfurt-Griesheim                              | Güterstrecke von Frankfurt-Griesheim                              |
| Kreuzung geradeaus oben · Kreuzung geradeaus oben · Abzweig geradeaus und von rechts · Strecke |                                                     | Main-Lahn-Bahn von Frankfurt-Höchst                               | Main-Lahn-Bahn von Frankfurt-Höchst                               |
| |                                                     |                                                                   |                                                                   |
| Kreuzung geradeaus unten · Kreuzung geradeaus oben · Abzweig geradeaus und von rechts · Strecke |                                                     | Frankfurt am Main Kleyerstraße, Flughafenschleife Frankfurt       | Frankfurt am Main Kleyerstraße, Flughafenschleife Frankfurt       |
| |                                                     |                                                                   |                                                                   |
| Abzweig nach rechts und von rechts · Strecke · Strecke · Strecke |                                                     | Verbindungsstrecke zur Mainbahn, Riedbahn                         | Verbindungsstrecke zur Mainbahn, Riedbahn                         |
| Abzweig geradeaus und nach halblinks · Strecke nach halbrechts · Strecke · Strecke |                                                     | Mainbahn von Mainz, von Riedbahn                                  | Mainbahn von Mainz, von Riedbahn                                  |
| Abzweig geradeaus und von halblinks · Strecke von halbrechts · Strecke · Strecke | 2,2                                                 | Frankfurt (Main) Gutleuthof (Abzw)                                | Frankfurt (Main) Gutleuthof (Abzw)                                |
| Strecke · Strecke · Strecke · Dienststation / Betriebs- oder Güterbahnhof |                                                     | Frankfurt (Main) Außenbahnhof                                     | Frankfurt (Main) Außenbahnhof                                     |
| Strecke · Blockstelle · Abzweig geradeaus und von links · Abzweig geradeaus und nach rechts |                                                     | Frankfurt (Main) Hoch/Tief (Bft)                                  | Frankfurt (Main) Hoch/Tief (Bft)                                  |
| Strecke · Strecke · Kilometer-Wechsel · Strecke | 1,4+10,001,4+5,58                                   | Kilometrierungssprung (Fehllänge 4,42 m)                          | Kilometrierungssprung (Fehllänge 4,42 m)                          |
| Strecke · Strecke nach links · Strecke nach links und von rechts · Strecke nach links und von rechts |                                                     | nach Frankfurt Hgbf                                               | nach Frankfurt Hgbf                                               |
| Kreuzung geradeaus unten · Abzweig quer und von rechts · Kreuzung geradeaus unten · Kreuzung geradeaus unten |                                                     | Bahnstrecke Frankfurt am Main–Heidelberg von Darmstadt            | Bahnstrecke Frankfurt am Main–Heidelberg von Darmstadt            |
| Kreuzung geradeaus unten · Abzweig geradeaus und von rechts · Strecke · Strecke |                                                     | Frankfurt-Bebraer Bahn von Offenbach                              | Frankfurt-Bebraer Bahn von Offenbach                              |
| Strecke · Strecke · Abzweig geradeaus und von links · Kreuzung geradeaus unten |                                                     | Main-Weser-Bahn von Gießen                                        | Main-Weser-Bahn von Gießen                                        |
| Strecke · Strecke · Strecke · Tunnelanfang |                                                     |                                                                   |                                                                   |
| Strecke · Strecke · Strecke · Abzweig geradeaus und von links (im Tunnel) |                                                     | Homburger Bahn vom Westbf                                         | Homburger Bahn vom Westbf                                         |
| Kopfbahnhof Strecke ab hier außer Betrieb · Kopfbahnhof Strecke ab hier außer Betrieb · Strecke (im Tunnel) | 0,0                                                 | Frankfurt (Main) Hbf (seit 1888)                                  | Frankfurt (Main) Hbf (seit 1888)                                  |
| Strecke (außer Betrieb) · Strecke (außer Betrieb) · Strecke (außer Betrieb) · S-Bahnhof (im Tunnel) |                                                     | Frankfurt (Main) Hbf (tief) (seit 1978)                           | Frankfurt (Main) Hbf (tief) (seit 1978)                           |
| Strecke (außer Betrieb) · Strecke (außer Betrieb) · Strecke (außer Betrieb) · Strecke nach links (im Tunnel) |                                                     | City-Tunnel zum Südbf und nach Offenbach                          | City-Tunnel zum Südbf und nach Offenbach                          |
| Strecke (außer Betrieb) · Strecke (außer Betrieb) · Strecke (außer Betrieb) |                                                     | bzw.                                                              | bzw.                                                              |
| Kopfbahnhof Streckenende (Strecke außer Betrieb) · Kopfbahnhof Streckenende (Strecke außer Betrieb) · Kopfbahnhof Streckenende (Strecke außer Betrieb) |                                                     | Westbahnhöfe (bis 1888)                                           | Westbahnhöfe (bis 1888)                                           |
| |                                                     |                                                                   |                                                                   |
| Quellen: |                                                     |                                                                   |                                                                   |

Die Taunus-Eisenbahn oder Taunusbahn ist eine zweigleisige und elektrifizierte Eisenbahnhauptstrecke zwischen Frankfurt am Main und Wiesbaden.
Die 41,2 Kilometer lange Strecke verläuft nördlich des Mains. Sie wurde 1839/40 eröffnet, um die Freie Stadt Frankfurt mit der Hauptstadt des Herzogtums Nassau zu verbinden. Sie ist damit die älteste Eisenbahnstrecke auf dem Gebiet des Bundeslandes Hessen und war die neunte in Deutschland in Betrieb genommene Strecke. Die Strecke ist nach ihrem ursprünglichen Betreiber benannt, der Taunus-Eisenbahn-Gesellschaft, mit Sitz im Frankfurter Taunusbahnhof.
Heute verkehren über diese Strecke planmäßig nur noch Züge des Fernverkehrs auf dem kurzen Abschnitt Wiesbaden Hauptbahnhof bis Wiesbaden Ost (auf dem weiteren Abschnitt allerdings regelmäßig Überführungsfahrten von Fernverkehrszügen), die RB 10 Frankfurt–Wiesbaden (KBS 645.1, weiter über Rüdesheim nach Koblenz und Neuwied), der RE 9 von Frankfurt bis Wiesbaden Ost und weiter nach Eltville, die Züge der RE 4 und RE 14 von Frankfurt bis zum Abzweig Kostheim und weiter über die Umgehungsbahn Mainz sowie von Frankfurt durchgebundene Züge nach Limburg und Königstein, sowie ab dem Bahnhof Frankfurt-Höchst Farbwerke auch die Linie S1 der S-Bahn Rhein-Main, die bis dahin die Main-Lahn-Bahn über Frankfurt-Griesheim befährt. Außerdem wird die Strecke zwischen dem Bahnhof Wiesbaden Ost und dem Abzweig Kostheim sehr stark vom Güterverkehr in Anspruch genommen.

## Geschichte

### Planung und Vorbereitung

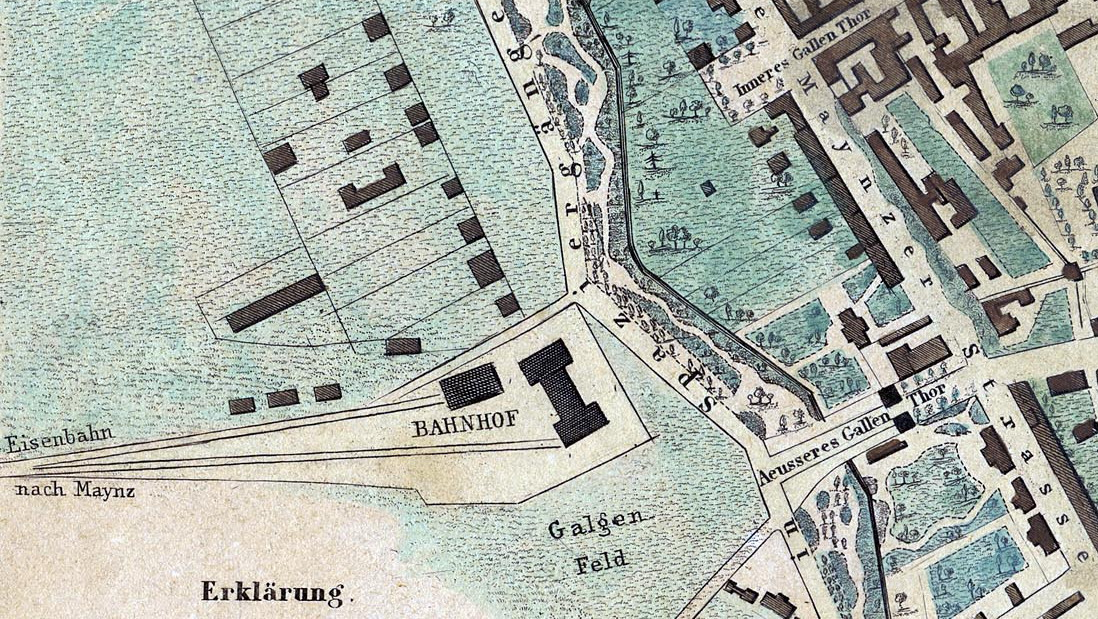
Lage des Taunusbahnhofs am westlichen Stadtrand Frankfurts auf einem Stadtplan von 1845

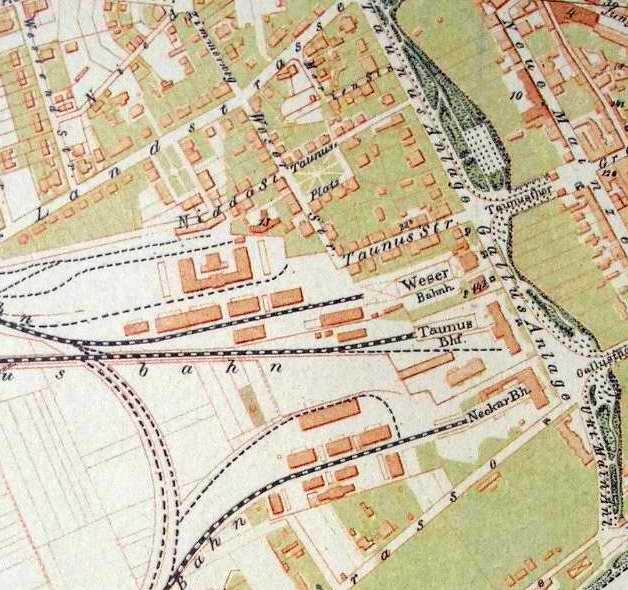
Der Taunusbahnhof in Frankfurt und seine Nachbarbahnhöfe um 1860

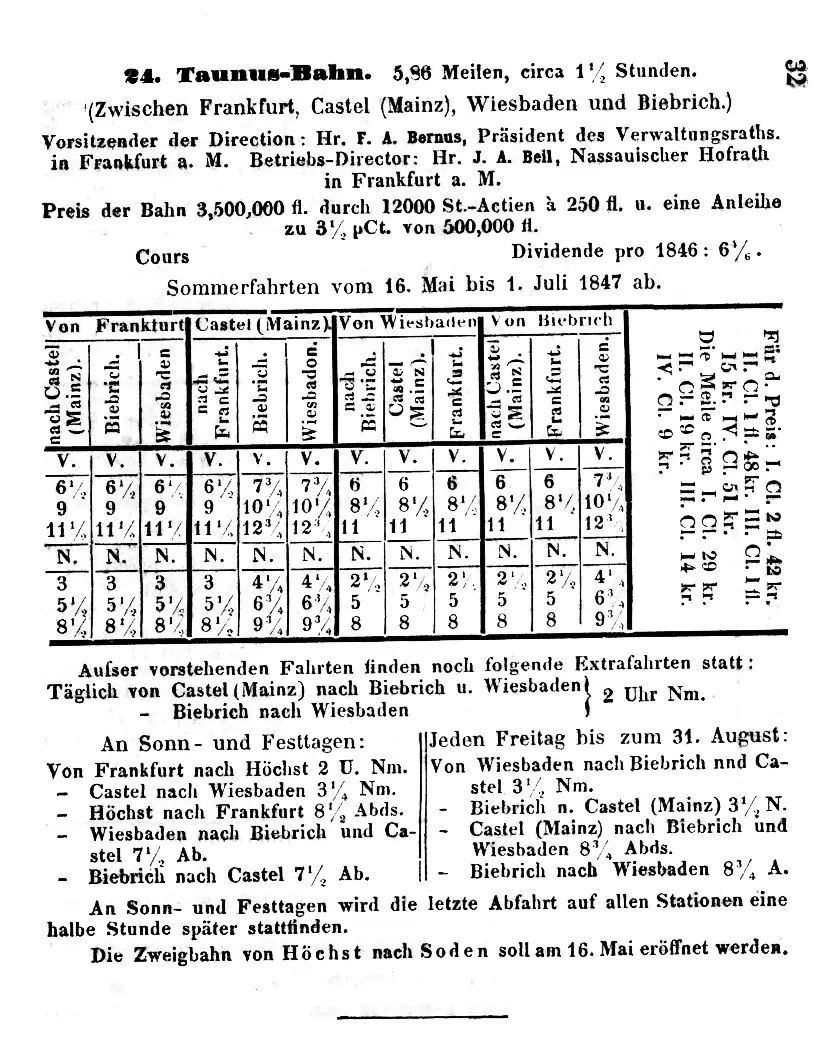
Fahrplan 1847

Dem Eisenbahnbau gingen langjährige Verhandlungen zwischen drei souveränen Staaten voraus, über deren Territorien die geplante Strecke verlief: die Freie Stadt Frankfurt, das Herzogtum Nassau, deren Hauptstadt Wiesbaden den anderen Endpunkt bildete, und für den Abschnitt in Mainz-Kastel das Großherzogtum Hessen. Vor allem letzteres sperrte sich gegen den Bau, weil es durch eine Verbindung der beiden anderen Staaten einen Abzug von Verkehr aus dem eigenen Land befürchtete, und forderte stattdessen Schienenverbindungen zwischen Frankfurt und seinen eigenen Städten Darmstadt, Mainz und Offenbach. Das Mainzer Eisenbahnkomitee dagegen war für die Variante nördlich des Mains. Das Nachgeben eines hohen Beamten des Großherzoglich Hessischen Ministeriums des Innern, Johann Friedrich Knapp, ermöglichte die nordmainische Trassenführung, obwohl die südmainische Trasse zu diesem Zeitpunkt bereits konzessioniert war. Das Mainzer Eisenbahnkomitee offerierte ihm daraufhin ein Geschenk von 18.000 Gulden. Er bat seine Regierung, das Geschenk annehmen zu dürfen, was diese gestattete. Als das öffentlich wurde, gab es einen Skandal: Hatte Knapp sich bestechen lassen? Und hätte die Regierung der Annahme des Geldes zustimmen dürfen? Die Regierung versuchte, sich aus der Affäre zu ziehen, indem sie Knapp 1838 – bei vollen Bezügen – in den Ruhestand schickte. Für die Landstände war aber die Frage, ob die Regierung mit ihrer Zustimmung rechtswidrig gehandelt habe, der entscheidende Punkt, den sie in ihren permanenten Auseinandersetzungen mit der Regierung gerne aufgriffen. Letztendlich erreichten die Landstände nichts. Die Regierung behielt das letzte Wort: strafrechtlich ging sie gegen Knapp nicht vor und im Landtagsabschied von 1841 beharrte sie auf ihrem Standpunkt, solche Genehmigungen erteilen zu dürfen.
Unter Führung der beiden Frankfurter Bankhäuser Gebrüder Bethmann und Rothschild war 1835 ein Konsortium zum Bau der Bahn gegründet worden. Die von diesem ausgegebenen Aktien waren sofort 40-fach überzeichnet, sodass bereits 1837 mit den Arbeiten begonnen werden konnte. Die endgültige Konzession wurde allerdings erst im Jahre 1838 erteilt, am 8. Mai von der Stadt Frankfurt, am 11. Mai vom Großherzogtum Hessen und am 13. Juni von Nassau. Zur Gründung der privaten Taunus-Eisenbahn-Gesellschaft kam es am 12. August 1838 in Frankfurt am Main.

### Bau

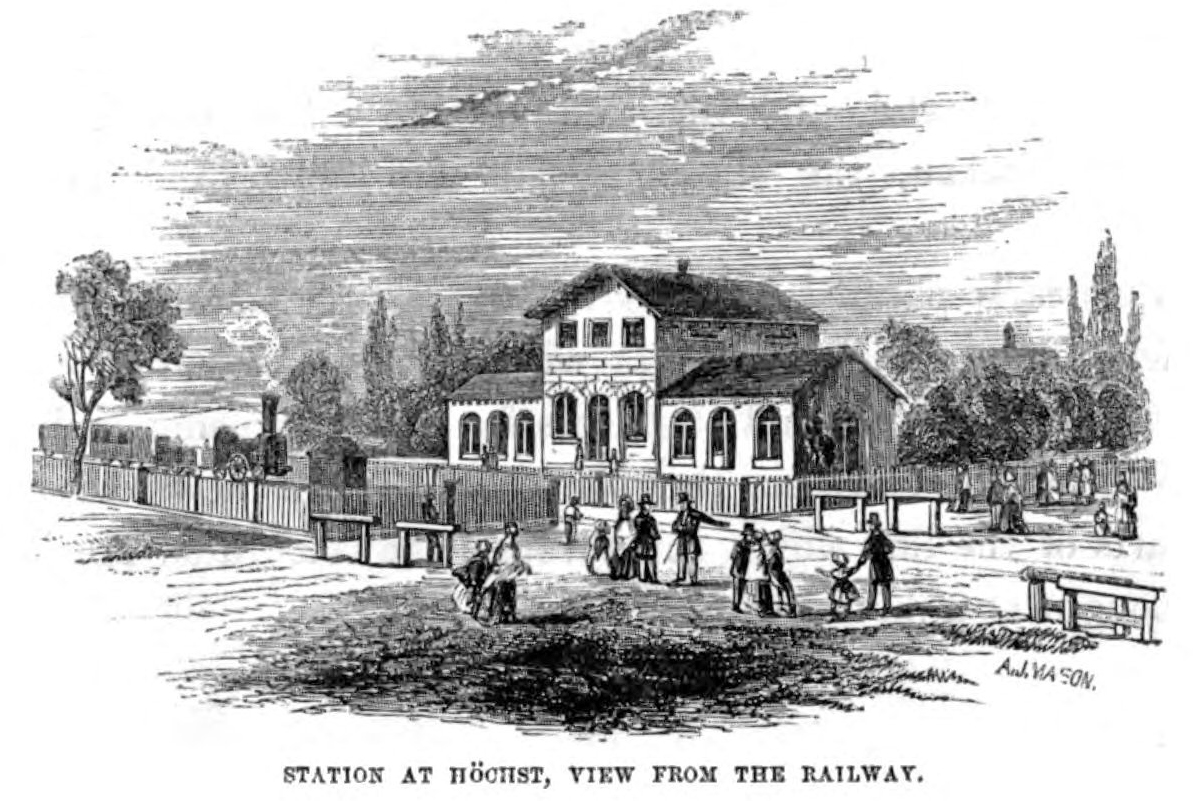
Das erste Empfangsgebäude des Bahnhofs Höchst von Ignaz Opfermann 1846

Für Trassenverlauf und eisenbahntechnische Seite verantwortlich war aufgrund eines Vertrags vom 26. Juli 1837 der in der Pfalz tätige Paul Camille Denis, der auch den Bau der ersten deutschen Eisenbahnstrecke mit Dampfbetrieb, der Ludwigseisenbahn zwischen Nürnberg und Fürth, leitete. Die Hochbauten der Bahn, insbesondere die Empfangsgebäude, errichtete der Mainzer Kreisbaurat Ignaz Opfermann. Insgesamt waren das 26 meist in Stein ausgeführte Gebäude, 31 Wärterhäuser mit und 42 ohne Wohnung. Von letzteren steht heute keines mehr, nur in den Empfangsgebäuden von Hattersheim und Flörsheim ist noch ein erheblicher Teil der originalen Bausubstanz erhalten.

### Betrieb

Ein Zug in Kastel vor der Kulisse von Mainz

Die erste Teilstrecke konnte am 26. September 1839 eröffnet werden. Sie führte vom Taunusbahnhof an der Frankfurter Taunusanlage bis ins damals nassauische Städtchen Höchst am Main. Am 24. November 1839 erreichte der Schienenweg Hattersheim und am 13. April 1840 Mainz-Kastel. Die weitere Strecke bis zum Wiesbadener Taunusbahnhof an der heutigen Rheinstraße war am 19. Mai 1840 fertig gestellt.
Die neue Eisenbahnstrecke führte sofort zur Verlagerung der Transportströme, wogegen sich die Verlierer dieser Entwicklung – vor allem in Mainz – heftig zur Wehr setzten (bekannt als Nebeljungenstreich). Fuhrunternehmer und Kutscher der Region, die um ihr Einkommen fürchteten, unternahmen bei Mainz-Kastel auch einen Angriff auf die Strecke und beschädigten Gleise. Unter Waffengewalt wurden sie davon abgehalten, größeren Schaden anzurichten. Und während der Revolution von 1848 zerstörten Mainzer die Bahnanlagen, Telegrafen, Schranken und Bahnwärterhäuser zwischen Kastel und Hochheim.
Direktor der Eisenbahn war von 1840 bis 1852 Johann Adam Beil, hessischer Geheimer Hofrat und früherer Frankfurter Senator. Die Strecke war ursprünglich 43,4 Kilometer lang. Dazu kamen ab 1862/63 noch die 6,6 Kilometer der Sodener Bahn zwischen Höchst und Bad Soden. Als Fahrzeuge standen anfangs sechs Dampflokomotiven aus der Fabrik von George und Robert Stephenson, die auch die erste in Deutschland verkehrende Lokomotive, den Adler, gebaut hatten, 87 Personenwagen und 44 Güterwagen zur Verfügung. Auch die Lokführer waren zunächst Briten. Im September 1844 wurde – als die Technik zur Verfügung stand – an der Teilstrecke Mainz-Kastel bis Wiesbaden eine elektromagnetische Telegraphenanlage in Betrieb genommen und später nach Biebrich und Frankfurt am Main verlängert. Sie diente zunächst nur der „Beförderung von Betriebs-Depeschen“. Ab dem 15. Juli 1854 wurden darauf auch private Telegramme befördert. Das kostete einen Gulden und am Ankunftsort noch 15 Kreuzer (= 1/4 Gulden) Zustellgebühr – eine willkommene zusätzliche Einnahmequelle für die Eisenbahn.

### Eigentümerwechsel
Nach der Annexion der Freien Stadt Frankfurt und des Herzogtums Nassau 1866 lag die Bahnstrecke bis auf den kurzen Abschnitt in Mainz vollständig auf preußischem Gebiet. Die Taunus-Eisenbahn-Gesellschaft litt unter der Konkurrenz der auf dem linken Mainufer 1863 eröffneten Bahnstrecke Frankfurt – Mainz der Hessischen Ludwigsbahn (HLB) und entschloss sich, ihr Unternehmen 1871 an diese zu verkaufen. Die HLB übernahm den Betrieb mit Rechnung vom 1. Januar 1872, veräußerte die Taunus-Eisenbahn aber unmittelbar weiter an die Preußische Staatsbahn, die sie zum 3. Mai 1872 übernahm. 1888 wurde die Strecke in Frankfurt von ihrem bisherigen Endbahnhof zum weiter westlich liegenden neuen Hauptbahnhof um etwa einen Kilometer verkürzt. Das Gleiche geschah 1906 am Wiesbadener Ende, als der heutige Wiesbadener Hauptbahnhof den alten Taunusbahnhof ersetzte.

### Betrieb nach dem Ersten Weltkrieg
Ab 1920 gehörte die Strecke zur Deutschen Reichsbahn. Sie erlangte große Bedeutung im Fern-, Regional-, Nah-Personenverkehr und teilweise auch im Güterverkehr.

### Betrieb nach dem Zweiten Weltkrieg
Die Bahnstrecke wurde im Zweiten Weltkrieg bei den Luftangriffen auf Frankfurt am Main vor allem im Bereich der Hauptbahnhöfe Wiesbaden und Frankfurt sowie im Bereich Mainz-Kastel zerstört. Nach der Reparatur und der Wiederaufnahme des Betriebes erlangte die Strecke ihre frühere Bedeutung zunächst zurück, wobei sich der Güterverkehr zunehmend auf den Abschnitt vom Abzweig Kostheim bis zum Bahnhof Wiesbaden Ost konzentriert. Im Januar 1961 wurde der elektrische Betrieb aufgenommen. Bis Ende der 1970er hatte die Strecke nicht unerheblichen Anteil an Bedeutung für den Fernverkehr, so verzeichnete das Kursbuch 1970 der Deutschen Bundesbahn unter anderem Fernverbindungen von Wiesbaden nach Bremerhaven-Lehe. Mit der Einführung des zweiklassigen InterCity-Netzes 1979 fuhr immerhin noch etwa jeder zweite Zug von Köln nach Frankfurt über Wiesbaden und die Taunus-Eisenbahn. Der Fahrzeitverlust durch den Kopfbahnhof und den seinerzeit daher noch erforderlichen Wechsel der Lokomotive sowie die Bestrebung, den Frankfurter Flughafen zunehmend in das Taktnetz des IC-Verkehrs zu integrieren, führten zu einer allmählichen Ausdünnung der Fernverkehrsverbindungen auf der Strecke, da bei einer Führung über Mainz die Notwendigkeit des Richtungswechsels entfiel und die Fahrzeiten damit verkürzt werden konnten. Ab Ende Mai 1991 wurde dann der Fernverkehr auf der Taunus-Eisenbahn nur noch durch einzelne IC-Pendelzüge zwischen Frankfurt und Wiesbaden betrieben, der mangels Nachfrage Ende Mai 1995 eingestellt wurde.
Mit der Gründung des Frankfurter Verkehrsverbundes (FVV) war die Strecke in den Verbundtarif integriert. Seit der Betriebsaufnahme der S-Bahn Rhein-Main im Mai 1978 verkehrt auf der Strecke die S-Bahn-Linie S1, wobei diese zwischen Frankfurt-Höchst und dem Frankfurter Hauptbahnhof nicht mehr auf der Strecke der Taunus-Eisenbahn verkehrt. Daneben verkehrten auf der Strecke Eilzüge, die teilweise auch von/nach Koblenz verkehrten. Ab 1980 kam auf dem Abschnitt Wiesbaden Ost – Wiesbaden Hbf die S14 (seit 1995 als S8 bezeichnet) hinzu.
1995 löste der Rhein-Main-Verkehrsverbund (RMV) den FVV ab, gleichzeitig nahm eine neue Regional-Express-Linie 90 den Betrieb auf (die ehemaligen Eilzüge heißen heute Regional-Express, abgekürzt RE) und nutzte die Taunus-Eisenbahn auf dem Abschnitt von Wiesbaden Hbf bis zum Abzweig Kostheim. Zum Fahrplanwechsel im Sommer 2000 wurde die RE-Linie 90 wegen schlechter Nachfrage eingestellt und auf demselben Abschnitt durch die neue Linie S9 ersetzt. Die ursprünglich als Stadt-Express (SE) bezeichneten Züge der heutigen Regionalbahnlinie 10 (Neuwied–Koblenz–Rüdesheim–Wiesbaden–Frankfurt) verkehren heute ergänzend zur S-Bahn weitgehend im Stundentakt, im Berufsverkehr sogar teilweise halbstündlich. Planmäßigen Personenfernverkehr gibt es auf der Strecke heute nicht mehr, lediglich der Abschnitt Wiesbaden Ost – Wiesbaden Hbf wird noch regelmäßig von Zügen des Fernverkehrs befahren.
Im 1970 vorgelegten Ausbauprogramm für das Netz der Deutschen Bundesbahn sollten Frankfurt am Main, Mainz und Wiesbaden über zwei Verbindungskurven an die Neubaustrecke Köln–Groß-Gerau angebunden werden. Im Zuge des 1992 eingeleiteten Raumordnungsverfahrens der Schnellfahrstrecke Köln–Rhein/Main war südwestlich von Eddersheim mit der so genannten Kurve Eddersheim noch eine Verbindungskurve zur Schnellfahrstrecke Richtung Köln vorgesehen. Die Kurve hätte einen Radius von 975 Meter aufgewiesen und wäre unweit westlich des Streckenkilometers 160 in die Neubaustrecke eingefädelt. Diese Verbindungskurve wurde letztlich nicht realisiert.
Am 7. Mai 2020 erfasste eine Regionalbahn am Bahnübergang Oeserstraße, dem letzten manuellen Schrankenposten der Stadt, bei geöffneten Schranken drei Menschen. Ein Mensch starb. Laut Untersuchungsbericht der Bundesstelle für Eisenbahnunfalluntersuchung (BEU) war die Unfallursache ein Arbeitsfehler der Schrankenwärterin, die die Schranken zu früh und damit noch vor Passage des Zuges geöffnet hatte. Begünstigend hätten sich auch eine unzureichende technische Erkennbarkeit der Störung ausgewirkt, nachdem es zuvor immer wieder zu Störungen gekommen war. Die BEU empfiehlt, die Sicherungstechnik zu modernisieren, perspektivisch zu beseitigen. Im Dezember 2021 soll eine neue Sicherungsanlage in Betrieb genommen werden, bis voraussichtlich 2024 eine Unterführung für Radfahrer und Fußgänger folgen. In der 2. Hälfte der 2020er Jahre soll eine Eisenbahnüberführung entstehen und der Bahnübergänge damit endgültig aufgelöst werden.

## Infrastruktur

### Frankfurt Taunusbahnhof
Frankfurt Taunusbahnhof (Streckenkilometer 0,0) war der historische Ausgangspunkt der Taunus-Eisenbahn und wurde 1888 durch den neuen „Centralbahnhof“ (heute: Hauptbahnhof) ersetzt.

### Frankfurt (Main) Hauptbahnhof
Frankfurt (Main) Hauptbahnhof (Streckenkilometer 0,0) ist seit 1888 Ausgangspunkt der Strecke und ihrer aktuellen Kilometrierung.

### Frankfurt (Main) Hauptgüterbahnhof
Bei Streckenkilometer 6,1 befand sich die westliche Einfahrt des Hauptgüterbahnhofs von Frankfurt. Nachdem dieser aufgegeben wurde, ist auch die Zufahrtsstrecke stillgelegt.

### Eisenbahnbrücke Nied

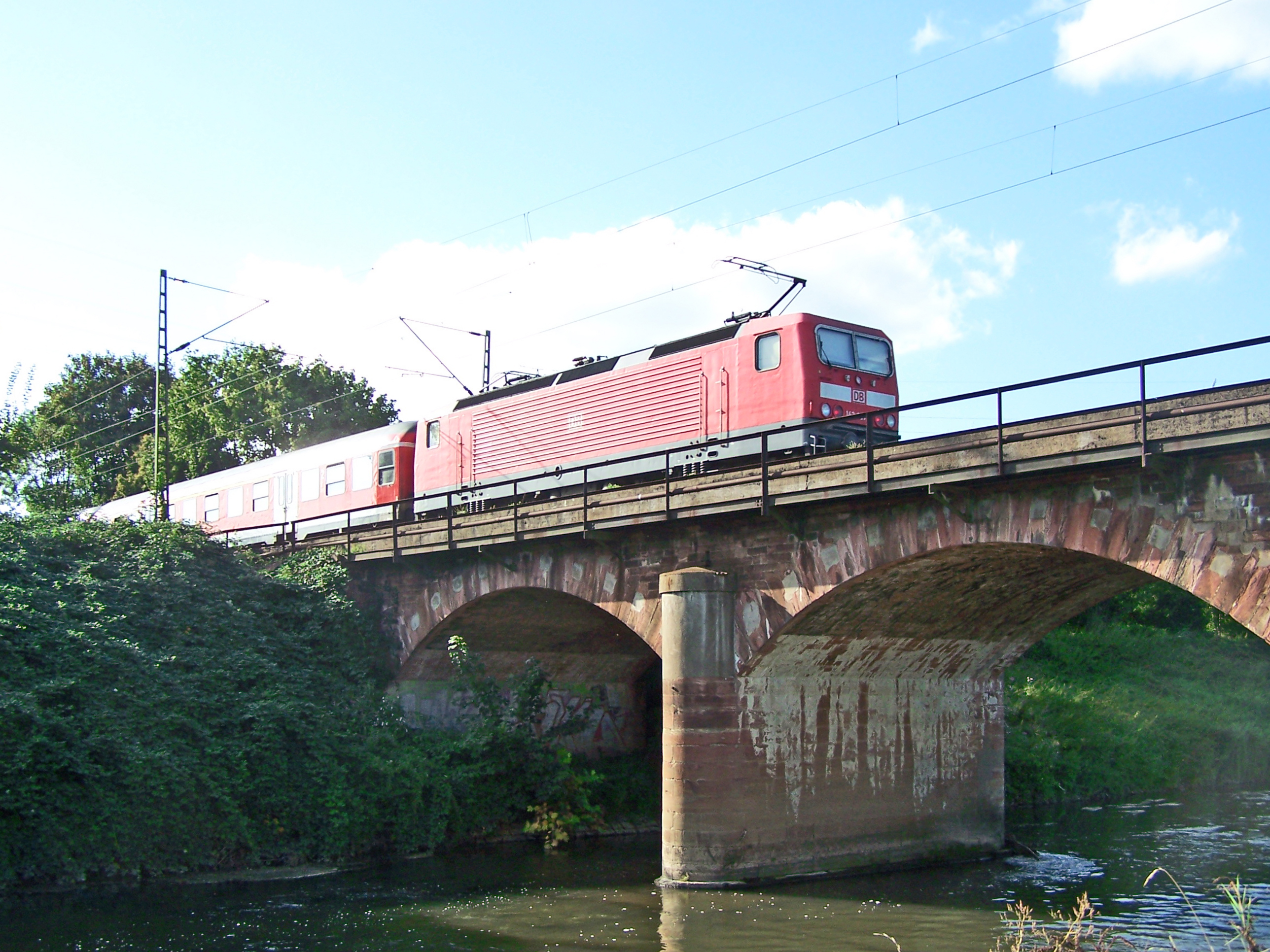
Zug aus Wiesbaden überquert die Niddabrücke der Taunus-Eisenbahn

Die Eisenbahnbrücke Nied (Streckenkilometer 8,5) ist die zweitälteste noch in Betrieb befindliche Eisenbahnbrücke Deutschlands.

### Frankfurt-Höchst

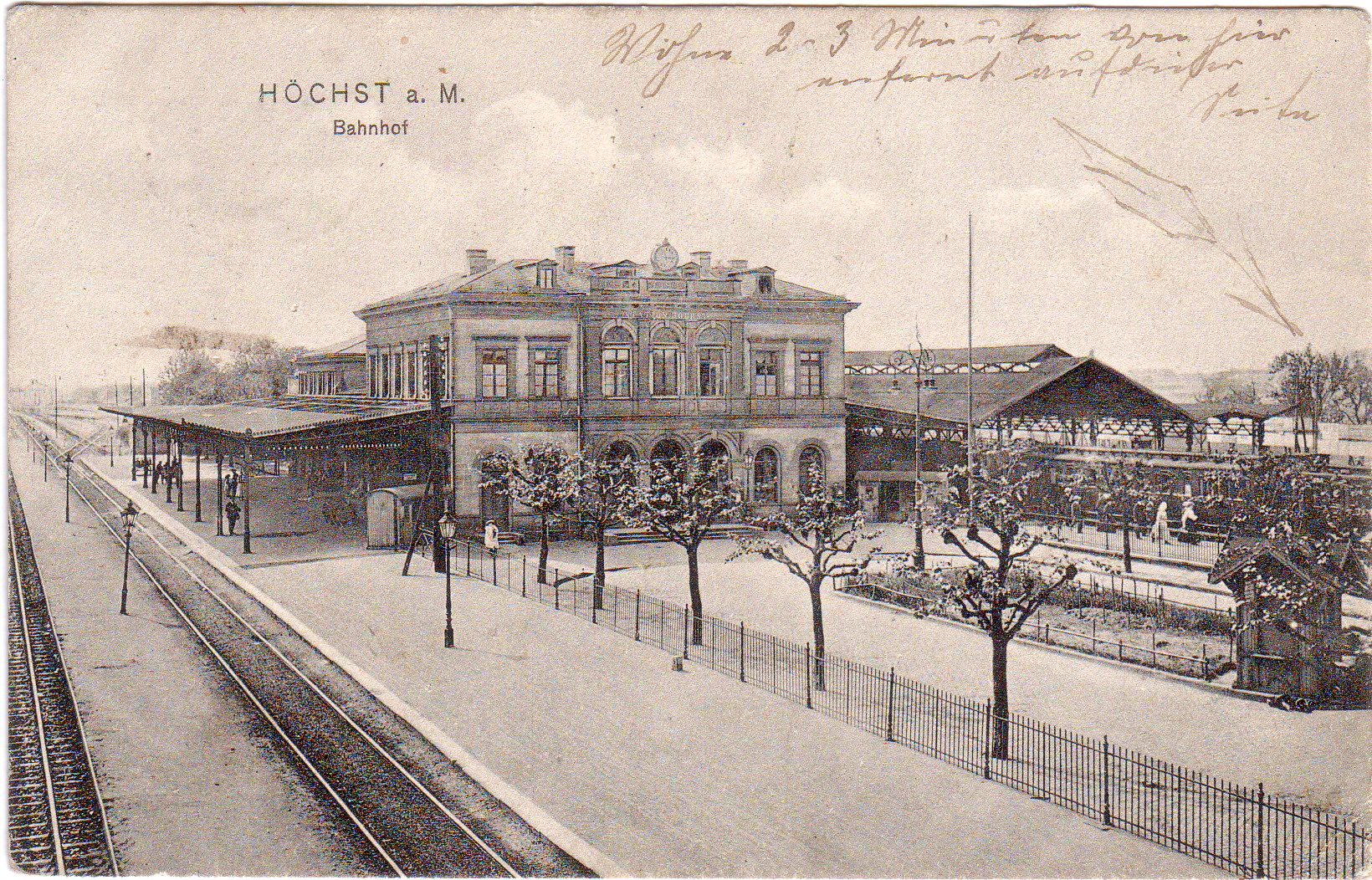
Der zweite Höchster Bahnhof, errichtet 1880, in Betrieb bis 1914

In Frankfurt-Höchst (Streckenkilometer 9,3) kreuzt die Main-Lahn-Bahn die Taunus-Eisenbahn und hier zweigen die Königsteiner Bahn und die Sodener Bahn, letztere eine 6,6 Kilometer lange Stichstrecke nach Bad Soden am Taunus. Sie wurde seit ihrer Eröffnung 1847 von der Taunus-Eisenbahn betrieben und 1862/63 von dieser übernommen.

### Frankfurt-Höchst Farbwerke
Frankfurt-Höchst Farbwerke (Streckenkilometer 10,4) ist ein Bahnhofsteil (Bft) des Bahnhofs Frankfurt-Höchst. Bei Inbetriebnahme 1967 als Farbwerke Hoechst bezeichnet, wurde er nach Auflösung der Farbwerke Hoechst in Frankfurt-Höchst Farbwerke umbenannt.

### Frankfurt-Sindlingen
Der Haltepunkt Frankfurt-Sindlingen (Streckenkilometer 12,2) bedient den gleichnamigen Stadtteil Frankfurt-Sindlingen. Der Haltepunkt wurde erst 1893 als Sindlingen-Zeilsheim nachträglich eröffnet. Das ursprüngliche Empfangsgebäude wurde 1968 durch ein neues ersetzt, das am 29. Februar 1984 nach einer Explosion völlig niederbrannte.

### Schwarzbachbrücke
Bei (Streckenkilometer 14,8), etwa 100 Meter nordöstlich des Bahnhofs Hattersheim (Main)  wird der Schwarzbach von der Taunus-Eisenbahn auf einer eher unscheinbaren zweibogigen Brücke aus Sandstein überquert. Die Brücke stammt aus der Ursprungszeit der Bahn von 1839 und ist damit – zusammen mit der Eisenbahnbrücke Nied – eine der ältesten noch in Betrieb befindlichen Eisenbahnbrücken in Deutschland. Das Bauwerk beruht auf einem Entwurf von Paul Camille von Denis. Die Brücke wurde 1911 mit Beton saniert. Sie ist ein Kulturdenkmal aufgrund des Hessischen Denkmalschutzgesetzes.

### Hattersheim (Main)
Der Bahnhof Hattersheim (Main) (Streckenkilometer 14,9) gehört zum ursprünglichen Bestand der Strecke. Das Empfangsgebäude stammt im Kern aus deren Anfangszeit von 1842.

### Eddersheim
Der Haltepunkt Eddersheim (Streckenkilometer 18,9) bedient den gleichnamigen Stadtteil von Hattersheim am Main.

### Flörsheim (Main)

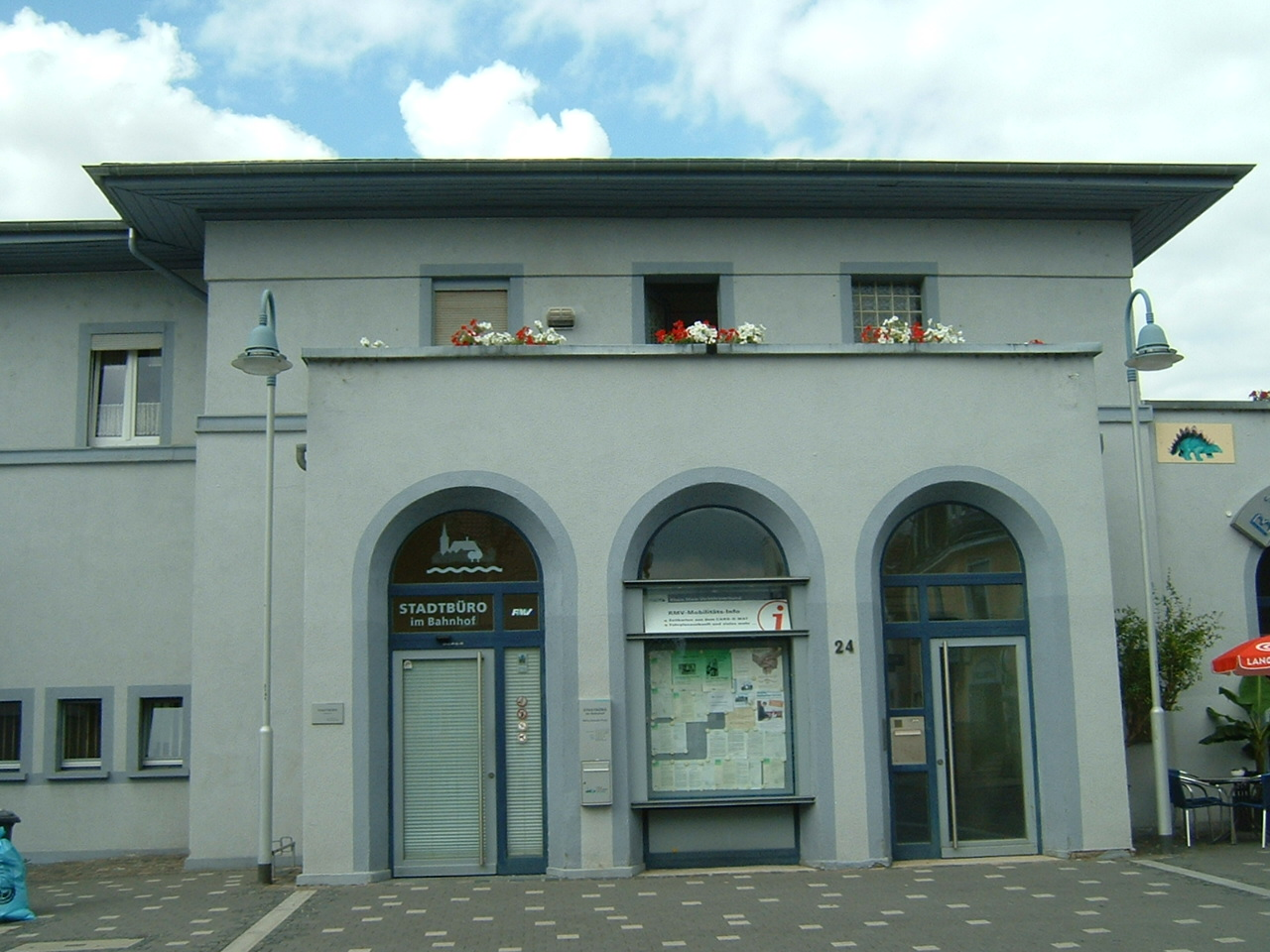
Empfangsgebäude des Bahnhofs Flörsheim

Der Bahnhof Flörsheim (Main)  (Streckenkilometer 21,9) bedient die Stadt Flörsheim am Main. Das – allerdings mehrfach umgebaute – Empfangsgebäude stammt im Kern aus der Anfangszeit der Strecke, von 1839.

### Flörsheim Taubertsmühle
Das Tanklager Flörsheim der Deutschen Shell AG wird von der Anschlussstelle Flörsheim Taubertsmühle (Streckenkilometer 25,0) aus angeschlossen.

### Hochheim (Main)
Der Bahnhof Hochheim (Main) (Streckenkilometer 28,4) bedient die Stadt Hochheim am Main.

### Kostheim

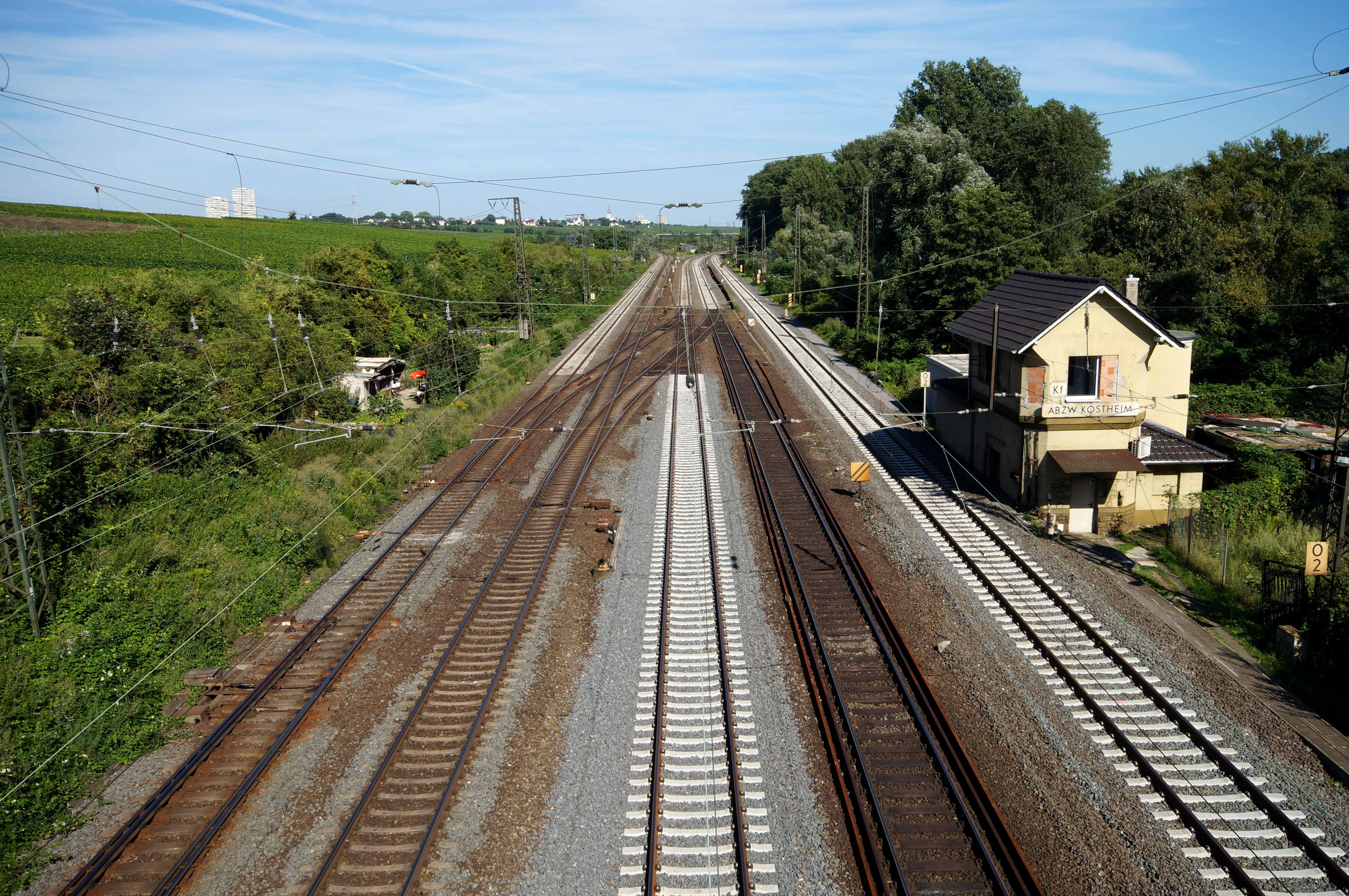
Abzweigstelle Kostheim: Links die Gleise der Umgehungsbahn Mainz, rechts die der Taunus-Eisenbahn

Die Abzweigstelle (Abzw.) Kostheim (Streckenkilometer 30,8) stellt die Verbindung zwischen der Taunus-Eisenbahn und der Umgehungsbahn Mainz her. Das zugehörige Stellwerksgebäude ist erhalten. Es steht traufständig südlich der Gleise und wurde zusammen mit der Umgehungsbahn Mainz 1904 in Betrieb genommen. Wenige Meter östlich des Stellwerks befand sich eine denkmalgeschützte Fußgängerbrücke ebenfalls von 1904, die über die Gleise führte. Sie wurde beim Bau der Kommerzienrat-Disch-Brücke, einer Straßenbrücke, die jetzt an ihrer Stelle steht und die Hauptstraße von Mainz-Kostheim mit der Hochheimer Straße (L 119) verbindet, abgerissen.

### Mainz-Kastel

Bahnhof Kastel, 13. April 1840, Empfangsgebäude rechts, Zug Richtung Wiesbaden

Der Bahnhof Mainz-Kastel (Streckenkilometer 33,4) ist heute der südlichste Bahnhof von Wiesbaden.
Von hier gab es zwei Verbindungen in die Mainzer Innenstadt: Eine Schiffsbrücke und das Trajekt Mainz–Kastel. Der Bau einer Eisenbahnbrücke war nicht möglich. Daher eröffnete die Taunusbahn in Zusammenarbeit mit der Hessischen Ludwigsbahn 1861 mit drei dampfbetriebenen Fähren das Trajekt Mainz–Kastel. Dieses wurde nach Eröffnung der Mainzer Südbrücke 1863 eingestellt aber als Personenfähre bis zur Eröffnung der festen Mainzer Straßenbrücke am 30. Mai 1885 weiter betrieben.

### Wiesbaden Ost

Stichbahn zum ehemaligen Rheinbahnhof in Biebrich und Trajekt Mainz–Kastel

Der Bahnhof Wiesbaden Ost (Streckenkilometer 37,8) trug ursprünglich die Bezeichnung „Biebrich Curve“, später „Biebrich Ost“. Nach der Eingemeindung von Biebrich nach Wiesbaden wurde der Name 1927 um „Wiesbaden“ ergänzt, 1934 dann aber „Biebrich“ gestrichen und nur noch „Ost“ im Bahnhofsnamen beibehalten. Daher die geografisch unzutreffende Bezeichnung: Der Bahnhof liegt im Süden von Wiesbaden.
Ab 18. September 1862 gab es vom Bahnhof Curve eine Verbindung zur Nassauischen Rheinbahn, die seit 1856 rheinabwärts nach Rüdesheim in den Rheingau führte. Diese Verbindung wird heute planmäßig nur noch vom Güterverkehr benutzt, kurze Zwischenspiele mit Fernverkehrszügen, die zur Verkürzung der Fahrzeit nur in Wiesbaden-Biebrich statt am Hauptbahnhof hielten sowie Anfang der 2000er Jahre für eine Fahrplansaison mit einem Regional-Express, der den Wiesbadener Hauptbahnhof auf diesem Weg umfuhr, wurden mangels ausreichender Nachfrage wieder eingestellt. Seit Dezember 2018 fährt die Vias Verkehr GMBH mit dem Regionalexpress 9 wieder über diese Strecke. Damit wird der Wiesbadener Hauptbahnhof umfahren, was zu einer Fahrzeitverkürzung zwischen Frankfurt am Main und dem Rheingau zur Folge hat.
In Wiesbaden Ost zweigte eine Stichstrecke ⊙ zum Bahnhof Biebrich ab, später: Rheinbahnhof (siehe unten).

### Stichbahn nach Biebrich
Am 3. August 1840 wurde eine 1,5 Kilometer lange Stichbahn vom Bahnhof Curve nach Biebrich eröffnet.

### Rheinbahnhof Biebrich
Die Stichbahn endete im Bahnhof Biebrich, später: Rheinbahnhof.

### Wiesbaden Hauptbahnhof
In Wiesbaden Hauptbahnhof (Streckenkilometer 41,2) endet die Taunus-Eisenbahn seit 1906.

### Wiesbaden Taunusbahnhof

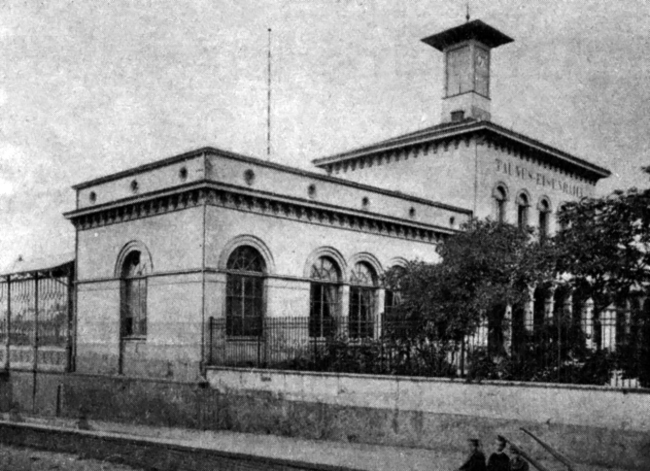
Der Taunusbahnhof in Wiesbaden (abgerissen 1906)

Von 1840 bis 1906 endete die Taunus-Eisenbahn im Taunusbahnhof Wiesbaden (Streckenkilometer ca. 43), bevor er durch den heutigen Hauptbahnhof ersetzt wurde.

## Fahrzeugeinsatz
Sowohl die Nah- als auch die Eilzüge wurden mit Nahverkehrswagen und Lokomotiven der Baureihen 140 oder 141 sowie selten auch mit anderen Baureihen gefahren, während im Fernverkehr vorwiegend die Baureihen 103, 110 und die damalige 112 zum Einsatz kamen. Die IC-Pendelzüge Ende der 1990er bestanden aus zwei oder drei Personenwagen und wurden von einer Lok der Baureihe 141 gezogen. Bereits ab Mitte der 1970er Jahre verkehrten im Vorfeld der Betriebsaufnahme der S-Bahn auch Triebzüge der Baureihe 420 als Nahverkehrszüge, nach der Umstellung auf S-Bahn-Betrieb kamen für S-Bahnen ausschließlich diese Triebzüge zum Einsatz. Die Baureihe 420 kamen noch bis Herbst 2014 ganz überwiegend auf den Linien S8 und S9 zum Einsatz (nur einzelne Umläufe mit Baureihe 423), während auf der S1 seit 2004 nahezu ausschließlich Triebzüge der Baureihe 423 zum Einsatz kamen. Die S1 war damit eine der ersten Linien, die auf die neuen S-Bahn-Triebzüge umgestellt wurde, da man Pendlern nach Frankfurt, die wegen umfangreicher Bauarbeiten an der Autobahn nach Frankfurt auf die Bahn umstiegen, möglichst hohen Komfort bieten und so als Dauerkunden werben wollte. Im Zuge der Modernisierung des Fahrzeugparks der S-Bahn Rhein-Main werden seit Ende August 2014 auf der Linie S1 planmäßig nur noch die Triebwagen der Baureihe 430 eingesetzt, kurz darauf kamen diese auch auf den Linien S8 und S9 zum Einsatz.

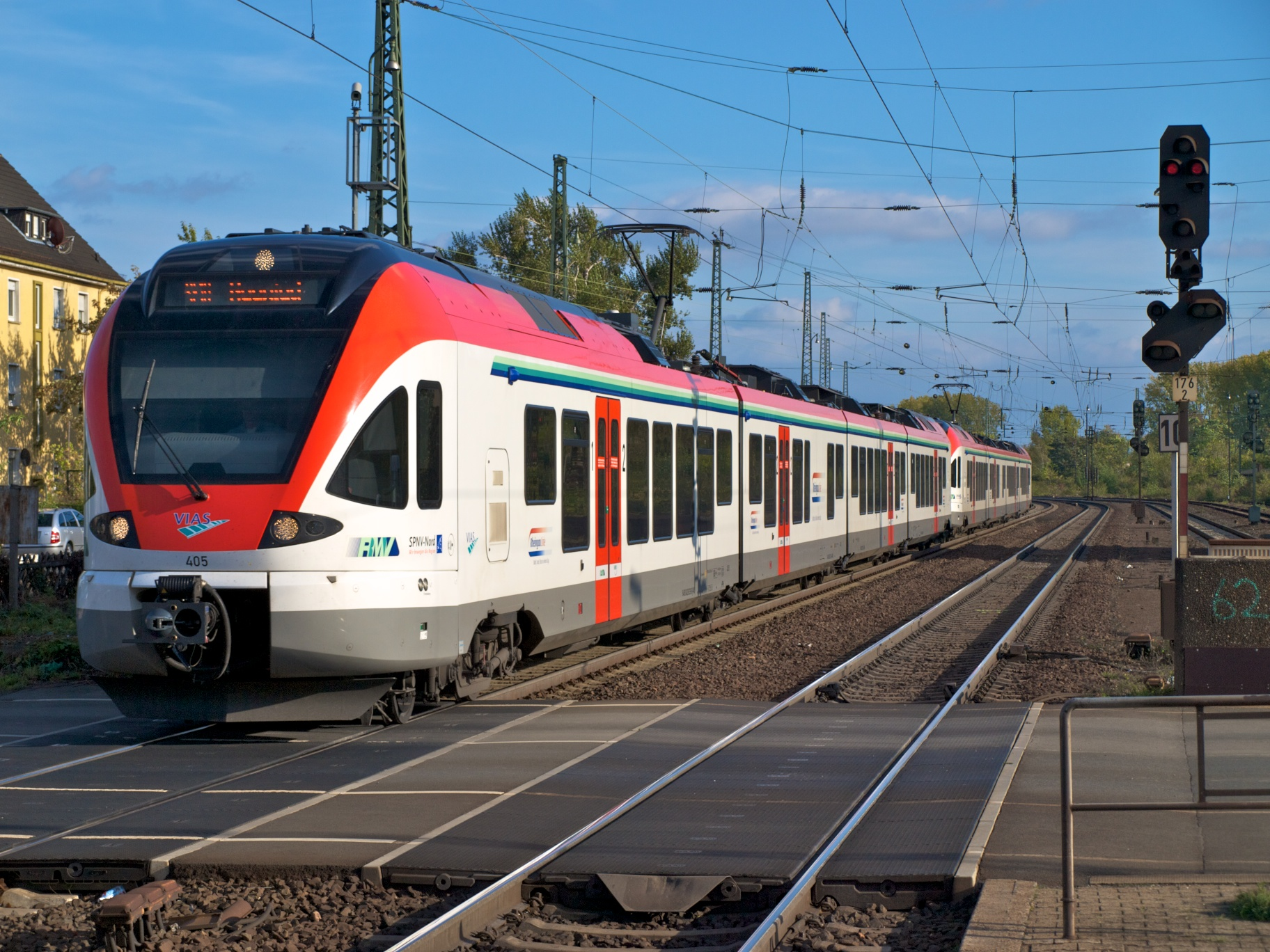
VIAS-Zug der Linie SE 10 bei der Einfahrt in den Bahnhof Mainz-Kastel

Nach der Gründung der Deutschen Bahn AG 1994 wurden die Loks der Baureihe 140 dem Güterverkehr zugeschlagen, so dass diese zunehmend zunächst durch Loks der Baureihe 110 und später der Baureihe 143, die heute nahezu ausschließlich im RE-Verkehr auf der Strecke zum Einsatz kommt, ersetzt wurde. Umlaufbedingt kamen auch vereinzelt Lokomotiven der Baureihen 111 und 218 zum Einsatz, wobei dies auf einzelne Fahrplanperioden beschränkt blieb, auch ein Nahverkehrseinsatz der Baureihe 103 ist belegt.
Im Güterverkehr kamen (fast) alle gängigen Güterzuglokomotiven und -wagen auf der Strecke zum Einsatz (auch anderer Bahngesellschaften), eine Aufzählung erscheint daher weder möglich noch sinnvoll.
Seit dem Fahrplanwechsel im Dezember 2010 wird die Strecke der Taunus-Eisenbahn und der rechten Rheinstrecke im Stadt-Express-Verkehr vom Frankfurter Unternehmen VIAS betrieben. Dieses setzt auf der Strecke 19 Niederflurtriebzüge des Typs Flirt ein. Die bis dahin eingesetzten Regional-Express-Züge der Deutschen Bahn entfielen, sodass zwischen Koblenz und Wiesbaden alle Haltestellen im Stundentakt bedient werden. In den Hauptverkehrszeiten gibt es zwischen Frankfurt und Wiesbaden einen Halbstundentakt, zugleich wurde in diesem Abschnitt die abendliche Bedienung ausgeweitet.
2024 verzögerte sich der geplante Einsatz von Wasserstoffzügen aufgrund von Lieferengpässen.

## Trivia
- Die Geschichte von der Probefahrt am 23. Juni 1839, bei der die Lokomotive Blitz in der Nähe von Höchst versagte und Pferde und Passagiere den Zug in den Bahnhof ziehen mussten, beruht auf einem Stich, der diese Szene darstellt. Mit hoher Wahrscheinlichkeit handelt es sich dabei um ein satirisches Propaganda-Flugblatt von Eisenbahngegnern und der Vorfall hat nie stattgefunden.[37]
- Im Jahr 1841 erhielt die Taunus-Eisenbahn von der Rheinischen Eisenbahn die Lokomotive Ruhr, die 1839 von der Gutehoffnungshütte gebaut worden war. Sie wurde in Rhein 9 umbenannt.[38][39]
- Beim Bau der Strecke im Bereich des Salzbachtals stieß man um das Jahr 1839 auf Reste von Pfeilern, vermutlich eines Aquädukts aus römischer Zeit, wobei Herkunft und Ziel nicht weiter untersucht wurden.